# László Sólyom

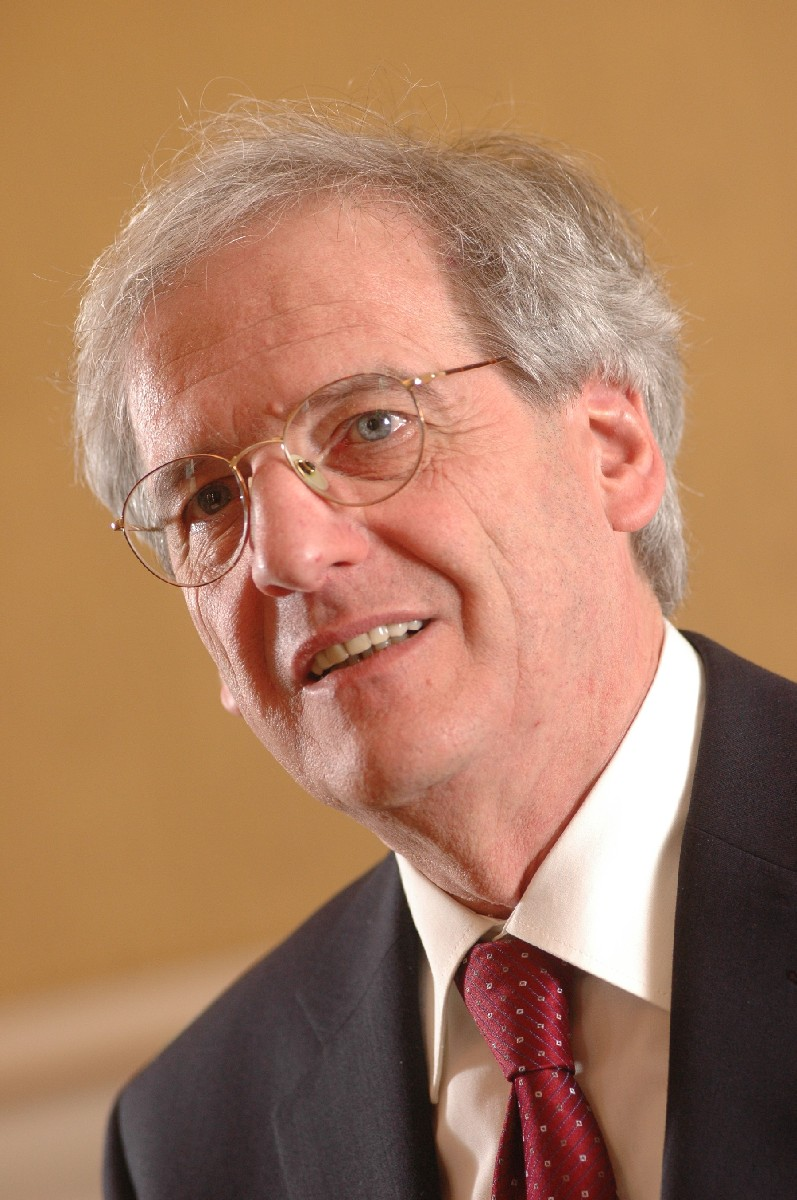
László Sólyom

László Sólyom (Pécs, 3 januari 1942 – Boedapest, 8 oktober 2023) was de vierde president van Hongarije. Op 5 augustus 2005 volgde hij Ferenc Mádl op.
Na zijn studie rechten aan de universiteit van Pécs werkte hij als hoogleraar aan de Universiteit van Boedapest. Hij werkte ook drie jaar in Jena in Duitsland. Later was hij voorzitter van het Constitutioneel hof van Hongarije.
De partijloze Sólyom was voor het presidentschap kandidaat gesteld door het oppositionele Hongaars Democratisch Forum (MDF) van ex-premier Viktor Orbán. Hij versloeg de socialistische parlementsvoorzitter Katalin Szili met 185 tegen 182 stemmen. Dit kon gebeuren door stemonthouding van de coalitiepartner van de socialisten.
Het presidentschap is in Hongarije een niet-politiek ambt, maar bij de ongeregeldheden tijdens de 50e herdenking van de Russische inval, in november 2006, vroeg president Sólyom de omstreden premier Ferenc Gyurcsány om af te treden, wat deze niet deed.
Op 29 juni 2010 koos het Hongaars parlement Pál Schmitt van de regerende centrumrechtse partij Fidesz met een ruime absolute meerderheid tot nieuwe president.
Sólyom was getrouwd en kreeg twee kinderen en negen kleinkinderen. Hij overleed in oktober 2023 op 81-jarige leeftijd.
Mátyás Szűrös (interim) · Árpád Göncz · Ferenc Mádl · László Sólyom · Pál Schmitt · László Kövér (interim) · János Áder · Katalin Novák · László Kövér (interim) · Tamás Sulyok